# Hyperlocal
Hyperlocal renvoie à la publication d'informations ciblant une communauté géographique très définie, avec pour ambition de répondre aux préoccupations directes de ses membres. Le terme est souvent utilisé dans le cadre de l'usage de téléphones mobiles et de technologies de géolocalisation. Aux États-Unis, le mot commence à être utilisé en 1991, en référence aux télévisions locales d'information.

## Définition
Une définition est donnée en 2012 dans le rapport Nesta : « information ou services en ligne concernant une ville, un village, un territoire correspondant à un code postal, ou autre petite communauté géographique. »

## Théorie et débats
Les contenus hyperlocaux ont deux dimensions principales : la géographie et le temps. Ces dimensions permettent de mesurer la valeur des informations fournies, telle qu'elle est perçue par le consommateur d'information : plus l'info est proche dans le temps et dans l'espace, plus elle a de valeur pour l'individu (ce qui n'est pas forcément vrai pour le collectif). Autrefois, les informations locales visaient des groupes larges, et étaient fournies avec un décalage important dans le temps. Désormais, avec les technologies numériques, il est possible de fournir ses informations à l'échelle d'une rue, et immédiatement. Avec les technologies de géolocalisation, il est désormais possible de fournir en quelques secondes des informations aux consommateurs qui se trouvent dans un rayon de quelques dizaines de mètres autour d'elles. La publicité s'intéresse évidemment à ce principe.
Certains journalistes critiquent cette course à l'hyperlocal. Il « peut potentiellement dégrader la marque d'une organisation médiatique et saturer les sites d'informations de contenus locaux affligés de myopie et souvent mal édités, peut-être aux dépens de l'information étrangère et nationale », peut-on ainsi lire dans l'American Journalism Review.
Beaucoup de médias hyperlocaux de type journaux sous forme papier sont édités seulement quand le journal est considéré comme complet: il n'y a donc pas de périodicité préétablie de l'édition.

## Sites et applications
Exemples de sites hyperlocaux aux États-Unis : DNAinfo.com à New York ou Patch. Certains sites ne s'intéressent qu'aux événements d'une zone très restreinte. Par exemple, Forumhome.org se consacre aux informations intéressant quelques milliers d'habitants de petites villes du New Hampshire. Certains sites s'intéressent à des problèmes particuliers : par exemple, NewWest.net se consacre au respect de l'environnement dans les villes des Rocky Mountains qui se développent très vite comme Boulder, ou Bozeman. Des sites sont également créés pour faciliter l'économie du partage. Ils permettent aux gens de partager des objets ou des services. Exemple : les applications Yelp, Airbnb, Taskrabbit, et Craigslist. Les sites hyperlocaux peuvent aussi s'appuyer sur l'exploitation de bases de données ouvertes (ex : les statistiques de la criminalité) pour fournir des informations intéressant les citoyens.
Le groupe Washington Post s'engage dans la voie de l'information hyperlocale. Il recrute le gourou de l'hyperlocal, Rob Curley, qui développe des sites à Lawrence, au Kansas, et Naples, en Floride. Rob Curley développe un site sur une banlieue de la capitale en pleine expansion, le comté de Loudoun, en Virginie, mais cela n'a pas été un grand succès.
Le New York Times, lui, s'engage sur le marché à New York (avec le site The Local) et à travers des programmes d'accompagnement. Le groupe s'implique dans le processus éditorial de centaines de petits médias locaux, en échange d'une partie de la publicité. Aux Pays-Bas, le groupe Dichtbij ouvre 44 sites hyperlocaux et affiche un chiffre d'affaires de 10 millions d'euros en 2013. L'hyperlocal est favorisé par l'essor des téléphones mobiles et celui des technologies de géolocalisation. Exemple d'applications délivrant des infos « hyperlocales » : Google Maps, Yelp, et Allociné.

## En France
La France connait quelques expériences. Lancé en 2009, la plus ambitieuse, le dijOnscOpe, s'est interrompue en 2013, après avoir tenté le modèle publicitaire, puis le modèle payant en 2011. Des sites sont lancés sous la franchise du pure player Rue89 : Rue89 Lyon, Rue89 Strasbourg, et Rue89 Bordeaux. En Normandie, le site d'investigation Le Poulpe a été lancé en 2019 et s'est fait connaître par ses révélations sur l'incendie de l'usine Lubrizol à Rouen.
La Nouvelle République lance en novembre 2012 une application fournissant de l'information hyperlocale.
En 2017, la plateforme Actu.fr, éditée par Publihebdos, voit le jour. Celle-ci regroupe l'ensemble des hebdomadaires et pure players du groupe de presse.
Des sites existent également par arrondissement de Paris comme dixhuitinfo ou le75020.fr. ProXiti cherche à développer des milliers de sites hyperlocaux avec des adresses basées sur les codes postaux comme www.75016.info (Paris 16e arrondissement)[réf. nécessaire].